# Press It
Albums de Taemin
Ace
(2014) Solitary Goodbye
(2016)
Singles
1. Drip Drop
Sortie : 22 février 2016
2. Press Your Number
Sortie : 23 février 2016

Press It est le premier album studio de Taemin, membre du boys band sud-coréen SHINee. Il est sorti le 23 février 2016 sous SM Entertainment. Le titre principal de l'album est "Press Your Number".

## Liste des pistes
Les crédits sont adaptés selon MelOn.
| 1.    | Drip Drop                | Park Sunghee                | Jamil Chammas, Sara Forsberg, Tay Jasper, Jonathan Perkins, Michael Jiminez, Leven Kali, MZMC | 3:25 |
| 2.    | Press Your Number        | Lee Taemin, Tenzo and Tasco | Bruno Mars, Philip Lawrence, Stereotypes                                                      | 3:46 |
| 3.    | Soldier                  | Lee Taemin                  | Matthew Tishler, Felicia Barton, Aaron Benward                                                | 3:34 |
| 4.    | 벌써 (Already)           | Kim Jonghyun                | Kim Jonghyun, Teddy Riley, Daniel Obi Klein, Lee Hyunseung, DOM                               | 3:42 |
| 5.    | Guess Who                | Brian Kim                   | Andrew Choi, Greg Bonnick, Hayden Chapman, Tay Jasper                                         | 3:27 |
| 6.    | One By One               | Lee Seuran                  | iDR, Antwann Frost, Ryan S. Jhun                                                              | 3:58 |
| 7.    | Mystery Lover            | Cho Yoonkyung               | Adrian McKinnon, Mark Rankin, Ryan S. Jhun                                                    | 3:38 |
| 8.    | Sexuality                | Kenzie                      | Jodi Marr, Eric Bazilian, Ryan S. Jhun                                                        | 3:40 |
| 9.    | 오늘까지만 (Until Today) | G.Soul                      | Jamil Chammas, G.Soul, Deez, MZMC, Justin Lucas                                               | 4:06 |
| 10.   | 최면 (Hypnosis)          | Lee Jieun, Kim Taesung      | Kim Youngshin, Kim Taesung, 220                                                               | 4:04 |
| 37:25 |                          |                             |                                                                                               |      |

## Classement

### Classements hebdomadaires
| Classement                  | Meilleure position |
| --------------------------- | ------------------ |
| South Korean Albums (Gaon)  | 1                  |
| US World Albums (Billboard) | 2                  |

### Classements mensuels
| Classement                 | Meilleure position |
| -------------------------- | ------------------ |
| South Korean Albums (Gaon) | 2                  |

## Historique de sortie
| Pays         | Date            | Format                       | Label                        |
| ------------ | --------------- | ---------------------------- | ---------------------------- |
| Corée du Sud | 23 février 2016 | CD, téléchargement numérique | S.M. Entertainment, KT Music |
| Monde entier | 23 février 2016 | Téléchargement numérique     | SM Entertainment             |